# Biscutella arvernensis
Biscutella arvernensis, Jord. 
 är en korsblommig växt som ingår i släktet Biscutella och familjen korsblommiga växter. 
Inga underarter finns listade i Catalogue of Life.

## Habitat
Auvergne i Frankrike.

## Etymologi

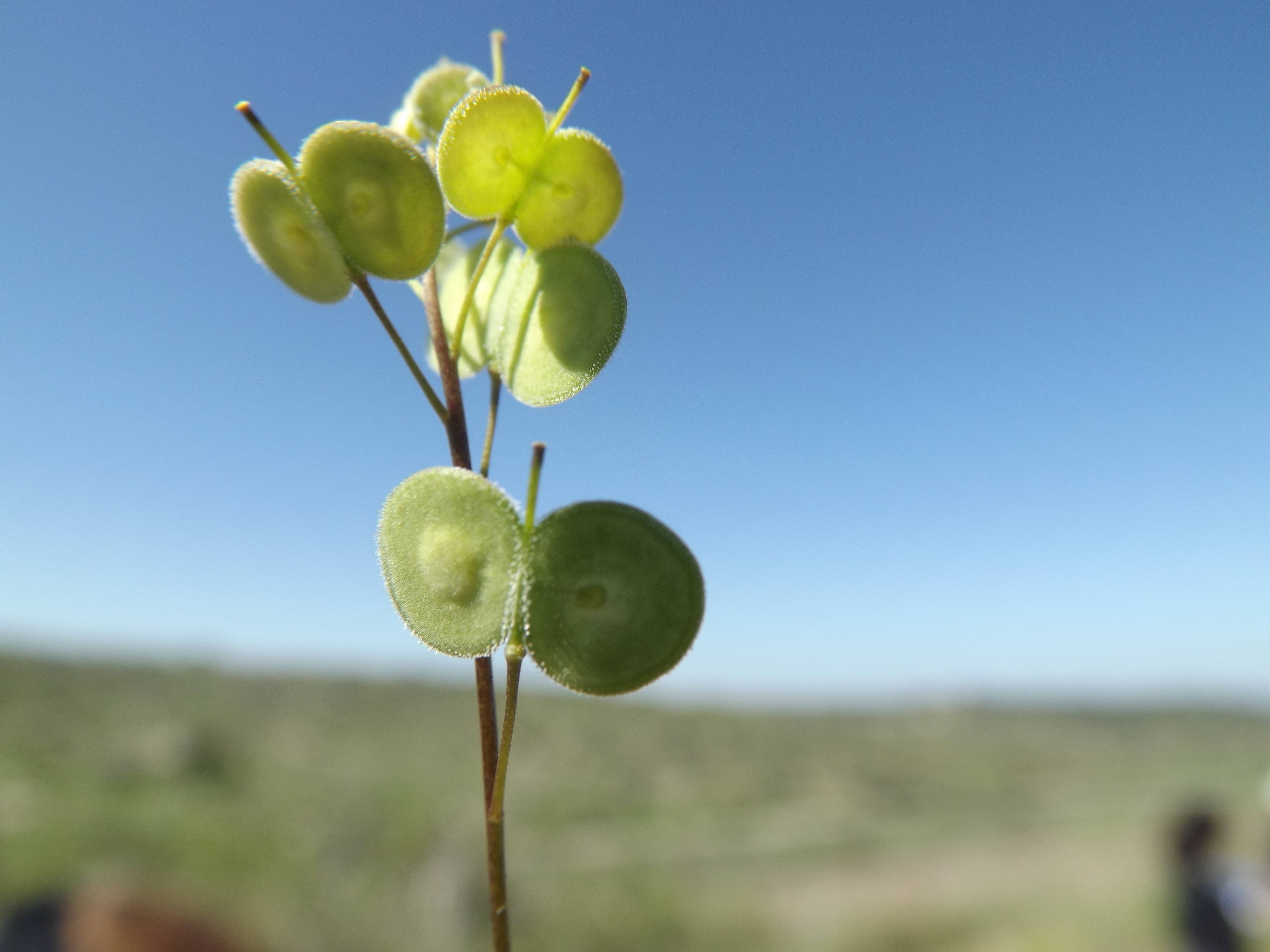
"Två brickor"
(Biscutella didyma)

Släktnamnet Biscutella kommer av latin Bi = två + scutella = fat, bricka med syftning på frukternas utseende.